# Prolapse mitral
El prolapse mitral, prolapse de la vàlvula mitral, síndrome de Barlow o síndrome de la vàlvula flotant és una valvulopatia (cardiopatia valvular) caracteritzada pel desplaçament anormal d'una de les valves de la vàlvula mitral cap a la càmera de l'aurícula esquerra durant la sístole. Pot cursar sense símptomes i amb baix risc de complicacions, encara que en casos severs, pot causar regurgitació mitral, endocarditis infecciosa i rarament, aturada cardíaca i mort sobtada. La paraula prolapse significa una sobresortida o descens d'una víscera, en aquest cas, la vàlvula que separa l'aurícula esquerra del ventricle esquerre.

## Anatomia

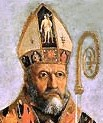
Sant Zenó de Verona coronat amb una mitra.

La vàlvula mitral rep el seu nom per la seva semblança a la mitra usada pels bisbes i sacerdots catòlics. És una de les vàlvules del cor, la funció de la qual és prevenir el flux retrògrad des del ventricle esquerre cap a l'aurícula esquerra. És una vàlvula bicúspide, és a dir, està composta per dos segments anomenats valves, una anterior i una altra posterior, que es tanquen en el moment en què el ventricle esquerre es contreu. Cada valva està composta per tres capes de teixit, una fibrosa central de fibres de col·lagen, una capa esponjosa i una capa epitelial d'implantació. L'obertura valvular està envoltada per una anell fibrós conegut com a anell mitral.

## Història
En 1963, John Brereton Barlow va descriure les característiques auscultatòries d'«una malaltia congènita en la qual una o ambdues valves de la mitral sobresortien cap a l'aurícula esquerra durant la sístole... alguns pacients presenten un tancament mesosistòlic i un bufec telesistòlic...». El terme prolapse de la vàlvula mitral va ser encunyat pel Dr. Criley en abril del 1964, i va assolir popularitat sobre altres termes usats per al mateix trastorn.
El coneixement sobre aquesta patologia va ser escàs durant molts anys, i se li associaven una gran varietat de signes i símptomes, molts d'ells sense cap connexió, incloent murmuris sistòlics, atacs de pànic inexplicables i politèlia (múltiples mugrons). Estudis recents han suggerit que la raó per la qual el prolapse de la vàlvula mitral se li atribuïa a determinats trastorns era el sobrediagnòstic intencionat. Els criteris canviants per al diagnòstic del prolapse de la vàlvula mitral amb l'ús d'ecocardiografia feien difícil el diagnòstic encertat, i per això, s'incloïa a molts individus sense aquest defecte en estudis epidemiològics sobre la malaltia i en la seva prevalença. De fet, estudis moderns reporten que fins a un 55% de la població hagués estat diagnosticada de prolapse de la vàlvula mitral si aquelles tècniques antiquades i menys fidedignes (especialment l'ecocardiografia en manera M) fossin usades avui dia. En anys recents, s'han proposat nous criteris objectius per al diagnòstic de prolapse de la vàlvula mitral, com l'ús d'ecocardiografia de dues i tres dimensions. S'ha classificat el trastorn en un nombre de subtipus amb relació a aquests criteris.

## Classificació

Diagrama d'un cor invertit; es pot observar la concavitat de las valves que demostren prolapse de la vàlvula:
LV=Ventricle Esquerre; LA=Aurícula Esquerra; RV=Ventricle Dret; RA=Aurícula Esquerra.

El prolapse de la vàlvula mitral es pot dividir en diversos subtipus, basant-se principalment en el gruix de les valves, la concavitat i el tipus de connexió a l'anell valvular. Aquests subtipus poden ser descrits como clàssic o no-clàssic, simètric o asimètric, i flotant o no-flotant.
Nota: totes les mesures esmentades a continuació es refereixen a pacients adults, i no són aplicables en nens.

### Clàssic vs. no-clàssic
El prolapse ocorre quan les valves es desplacen més de 2 mil·límetres per sobre de la porció superior de l'anell mitral. Segons el grossor de les valves, es pot dividir en una forma «clàssica» o primària», per sobre de 5 mil·límetres; i una altra «no-clàssica», fins als 5 mil·límetres.

### Simètric vs. asimètric
El prolapse clàssic pot ser subdividit en simètric i asimètric, referint-se a l'instant en el qual l'extrem o punta de les valves s'uneixen a l'anell mitral. En la coartació simètrica, els extrems d'ambdues valves s'uneixen en punts comuns de l'anell mitral. En la coartació asimètrica, una de les valves està més desplaçada en direcció a l'aurícula esquerra que la valva homòloga. Els pacients amb prolapse asimètric tendeixen a una deterioració severa de la vàlvula mitral, amb el risc de ruptura de les cordes tendinoses i de desenvolupament d'insuficiència mitral.

### Flotant vs. no-flotant
El prolapse asimètric, al seu torn, se subdivideix en flotant i no-flotant. El prolapse flotant ocorre quan l'extrem d'una valva s'inverteix fent-se còncau cap a l'aurícula esquerra, causant deterioració de la vàlvula mitral. La severitat de la insuficiència valvular varia depenent del rang d'eversió, podent causar ruptura dels cordons. La dissociació de la valva i els cordons tendinosos fa que el rang de motilitat de la vàlvula es vegi severament restringit (d'aquí el terme d'insuficiència valvular). Els pacients que presenten valves flotants tenen una major prevalença de regurgitació mitral que aquells amb prolapse no-flotants.

## Epidemiologia
Abans que existissin criteris estrictes per al diagnòstic del prolapse de la vàlvula mitral, la incidència en la població general era molt variada. Alguns estudis estimaven una incidència del prolapse de la vàlvula mitral del 5 al 15% o encara major. Com a part dels estudis de Framingham, la prevalença del prolapse de la vàlvula mitral en la ciutat de Framingham, Massachusetts, es va estimar en un 2,4%. No es distingia amb claredat la diferència entre prolapses clàssics i no-clàssics, i no es va observar discriminació significativa entre les edats i el sexe. Basat en dades generades als Estats Units, el prolapse de la vàlvula mitral té una prevalença del 7% en autòpsies. És probable que fins a un 10% de la població mundial tingui aquesta alteració en el cor.

## Etiologia
Existeixen proves que existeix una relació genètica del prolapse mitral amb gens en els cromosomes 11 i 16, especialment si hi ha associat un component mixomatós. També s'ha demostrat una relació directa entre l'anorèxia nerviosa i el desenvolupament de prolapse mitral, probablement a causa d'una disminució de la grandària del ventricle esquerre en aquests pacients.
Quan el prolapse mitral es presenta com l'únic trastorns del pacient, la formació d'un tumor mixomatós en substitució del teixit connectiu de les valves és la causa principal de l'aparició i desenvolupament del prolapse de la vàlvula. En altres pacients, pot haver un factor hereditari debilitant, com és el cas de la síndrome X fràgil. L'aparició de prolapse mitral secundària a la influència o seqüela d'una prèvia malaltia de base és multifactorial. En la llista estan: la febre reumàtica, l'escoliosi, la síndrome de Marfan, la insuficiència del ventricle esquerre, endocarditis i degeneració isquèmica, entre d'altres. En certes ocasions en la vellesa, especialment en dones, la calcificació de l'anell valvular a conseqüència de l'envelliment pot conduir al prolapse mitral.

## Anatomia patològica

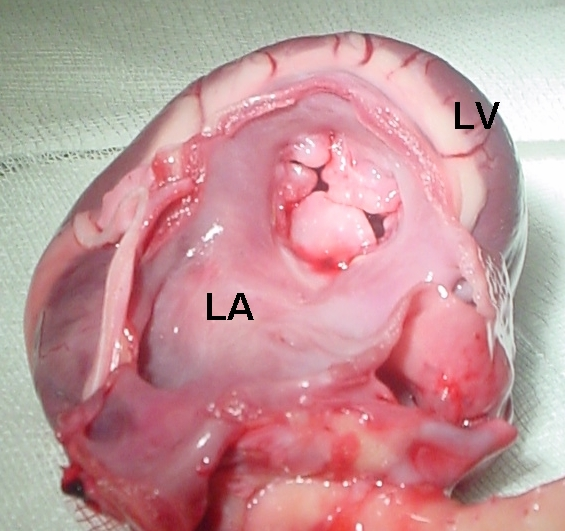
Degeneració mixomatosa de la vàlvula mitral en un ca. Observi's les dilatades i incongruents valves. LA: aurícula esquerra; LV: ventricle esquerre.

Els pacients amb prolapse de la vàlvula mitral en la seva forma clàssica tenen una acumulació histològica de proteoglicans i excés de teixit conjuntiu que fa la zona esponjosa més gruixuda i separa les fibres de col·lagen en la capa fibrosa. Això és a causa d'un excés de sulfat de dermatan, un glicosaminoglicà o mucopolisacàrid àcid i no per infiltrat inflamatori. Un excés de dermatan sulfat en la vàlvula mitral és característic d'una degeneració de les valves de tipus mixomatós (tumor cardíac), causant redundància del teixit constituent, agrandament de la valva en qüestió i insuficiència funcional. Com a conseqüència, les valves i el teixit adjacent s'afebleixen, resultant en un increment en l'àrea de superfície de la valva i l'elongació dels cordons tendinosos que connecten la musculatura papil·lar amb les valves. Amb freqüència, aquesta elongació dels cordons causa ruptura, especialment de la valva posterior. Aquest és un procés crònic, principalment en dones majors de 60 anys, i que predisposa a la pacient a una calcificació anul·lar, hipertròfia i a la ja esmentada insuficiència mitral. Altres lesions més avançades, també involucrant amb freqüència a la valva posterior, causen que la valva es doblegui, s'inverteixi i es desplaci cap a l'aurícula esquerra.

## Signes i símptomes
Alguns pacients amb prolapse de la vàlvula mitral senten palpitacions, fibrilació auricular, ansietat i desmais, encara que la prevalença d'aquests símptomes no sembla diferir significativament de la població general. Entre un 11 i 15% dels pacients experimenten dolor moderat del pit i dificultat per a respirar. El més probable és que aquests símptomes no siguin causats directament pel prolapse de la vàlvula mitral, sinó per la regurgitación mitral que amb freqüència precedeix el prolapse.
Per raons desconegudes, els pacients amb prolapse mitral tendeixen a tenir un baix índex de massa corporal i generalment són persones més primes que aquells sense prolapse mitral. El prolapso mitral és un trastorn freqüent en persones amb la síndrome d'Ehler-Danlos, la distròfia miotònica de Steinert i la síndrome de Marfan, present en fins a un 90% de pacients amb aquesta darrer síndrome.
El prolapse mitral secundari a una endocarditis bacteriana o fúngica pot cursar amb febre, malestar, fatiga i altres símptomes d'infecció sistémica.

### Auscultació
En auscultar un individu amb prolapse de la vàlvula mitral, és comú escoltar, associat als batecs del cor, un clic o esclafit a mitjan sístole, seguit d'un buf sistòlic tardà, especialment en l'àpex del cor i en la vora esternal inferior esquerra, algunes vegades irradiat a les caròtides i fins i tot a l'aixella. Aquest buf pot passar desapercebut en decúbit supí i s'escolta millor amb el pacient incorporat.

## Diagnòstic

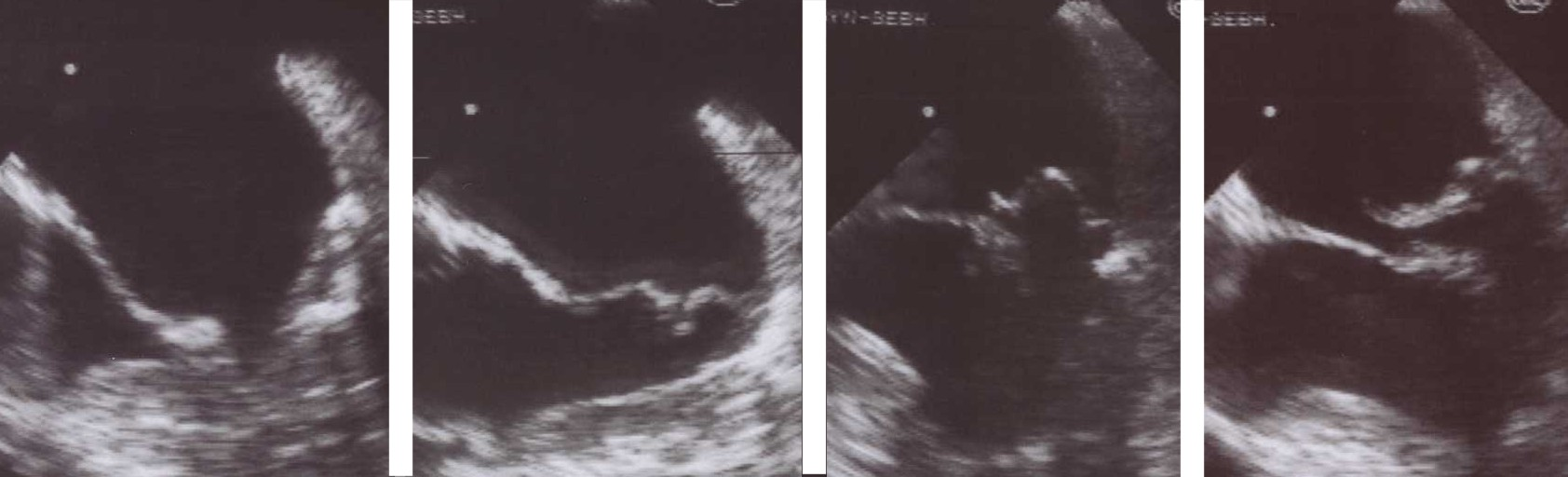
Ecocardiografia de prolapse de la vàlvula mitral. Vegeu la concavitat de la valva dreta, especialment el tercer requadre.

Amb molta freqüència l'electrocardiograma és normal. En alguns casos pot aparèixer una lleugera depressió inespecífica del segment ST o una inversió de l'ona T amb allargament del QT en les derivacions que registren la cara inferior del cor (DII, DIII i aVF). Aquestes alteracions es troben amb més freqüència durant l'exercici.
L'ecocardiografia (eco) és el mètode més útil en el diagnòstic del prolapse de la vàlvula mitral. Les ecocardiografies bi- i tridimensionals són particularment valuoses per permetre la visualització de les valves mitrals amb relació a l'anell mitral. Això permet amidar el grossor de la valva i el seu desplaçament en relació amb l'anell mitral. Un grossor de les valves major de 5 mm i un desplaçament major de 2 mm és indicatiu d'un prolapse de la vàlvula mitral clàssic. Permet també visualitzar qualsevol grau de calcificació de l'anell mitral, la integritat de les cordes tendinoses i la localització detallada d'anormalitats morfològiques en la vàlvula.
Un eco Mode-M pot donar valors falsament negatius així com falsos positius, però poden mostrar prolapses de 2 mm a mitjan sístole i moviments de les valves al final de la sístole.
L'adveniment del Doppler a l'ecocardiografia permet ara afegir un element funcional a les descripcions anatòmiques de l'eco, el qual és útil en el diagnòstic de regurgitació mitral. El mapeig a color del flux sanguini trans-mitral mostra la direcció, la velocitat i la quantitat de sang regurgitant, si existeix.

## Tractament
La majoria dels casos de prolapse mitral són asimptomàtics i no impedeixen l'activitat normal de l'individu, i per això no requereixen tractament. En el cas de les vàlvules danyades per degeneració progressiva, la tècnica de reparació inclou la resecció de l'anell mitral (anuloplàstia), la instal·lació de cordes artificials i el traspàs de cordons de la valva anterior a la posterior quan aquesta última és l'afectada.
El prolapse més seriós de la vàlvula mitral i els més debilitants poden ser tractats amb un reemplaçament quirúrgic de la vàlvula mitral per vàlvules mecàniques o de teixit humà (al·loempelt) o animal (xenoempelt), vàlvules provinents de bestiar boví i porcí. Això pot tenir major importància en fins a un 11% de pacients amb prolapse clàssic, i s'indica en pacients amb una fracció d'ejecció per sota del 60% i insuficiència progressiva del ventricle esquerre. La supervivència quirúrgica de 5 i 8 anys supera el 90%. Els pacients que han rebut trasplantaments biològics, en general, si la valvulopatia és l'únic trastorn, no tenen necessitat de l'ús d'anticoagulants, encara que la sobrevida d'una vàlvula biològica és d'aproximadament 10 anys, temps menor que les vàlvules mecàniques.
En tant que sigui possible, s'ha tingut preferència per la reparació per sobre del reemplaçament de la vàlvula mitral per a prevenir la debilitació del cor, reduir el risc d'infeccions i evitar l'ús per a tota la vida d'anticoagulants. En general, després d'una d'aquestes operacions, el pacient roman entre 2 i 3 dies en vigilància intensiva, durant la seva hospitalització un terme mitjà d'1 a 2 setmanes.
L'educació eficaç del pacient post-operat respecte a les seves cures diàries és d'importància fonamental en la viabilització de la reparació mitral i en l'expectativa de vida de l'operat.
S'ha utilitzat -encara que en pocs casos estudiats basant-se en proves científiques- el coenzim Q10 (CoQ10) en nens amb prolapse mitral.